# うたことば
『うたことば』は、NHKラジオ第1放送で2019年4月7日から2020年3月15日まで放送された音楽リクエスト番組である。

## 概要
『サンデージョッキー』、『日曜バラエティー』と35年間続いた全国各地からの公開生放送を廃止し、新たにメールリクエストによる音楽番組としてスタートした。毎回一人（一組）のアーティストの歌詞に着目しゲストと共に歌詞の解説をしながらトークを展開していた。ジャンルは演歌、歌謡曲が中心だった前二番組に対して、毛色が全く違う1980～2010年代のJ-POPと邦楽ロックのみを扱っていた。
番組終了から8ヶ月後の2021年1月3日に復活版として放送することが決定した。

## 放送時間
- 毎週日曜日 13:05 - 14:55（13:55 - 14:05はNHKニュース）

（最末期の3月は手前の番組NHKのど自慢がこの年に発生した新型コロナウイルスの感染拡大防止の為、公開生放送が出来なくなった関係で12:15からの放送となった）

## 出演者
- 高橋久美子（作詞家·隔週）
- 向井慧（パンサー）